# Austroniphargidae
Austroniphargidae (лат.) — семейство ракообразных из отряда бокоплавов (Crangonyctoidea, Gammarida).

## Описание
Тело латерально сжато. Глаза отсутствуют. Кальцеоли антенн 1-2 отсутствуют. Уросомит 1 с дистовентральной жёсткой щетинкой. Максилла 1 ишиального эндита апикально с щетинками. Коксальные жабры стебельчатые. Эндопод уропода 3 маленький или отсутствует. Первый стебельчатый членик антенны 2 луковицеобразный. Лабиум без внутренних пластинок.

## Классификация
Включает 5 видов из трёх родов.
- Austroniphargus Monod, 1925 = Niphargopsis Monod, 1925 — Мадагаскар[3]
  - Austroniphargus bryophilus Monod, 1925
  - Austroniphargus petiti Monod, 1925
- Davidia Iannilli, Krapp & Ruffo, 2011[4]
  - Davidia spinicaudata Iannilli, Krapp, & Ruffo, 2011
- Libertinia Iannilli, Krapp & Ruffo, 2011
  - Libertinia latibasis Iannilli, Krapp & Ruffo, 2011
  - Libertinia longitelson Iannilli, Krapp & Ruffo, 2011